# 阿尔贝蒂娜广场
阿尔贝蒂娜广场（Albertinaplatz）是奥地利首都维也纳的一个广场，位于内城区（第一区）。1934年以阿尔贝蒂娜博物馆（Albertina）命名。
有6条街巷交汇于阿尔贝蒂娜广场，从北向南按顺时针方向为：奥斯定大街（Augustinerstrasse）、Tegetthoffstraße, Maysedergasse, Philharmonikerstraße,歌剧院巷（Operngasse）、Hanuschgasse。

## 历史
自1877年阿尔布雷希特大公的宫殿建成之后，在周边街道十字路口新建的小广场被称为“阿尔布雷希特广场”（Albrechtsplatz）。1896年，Viktor Tilgner 在此完成了莫扎特纪念碑（Mozart-Denkmal），1953年迁至城堡花园（Burggarten）。
1899年，Caspar von Zumbusch 创作了阿尔布雷希特大公的骑马雕像。该广场自1920年起被称为“革命广场”（Revolutionsplatz）；1934年更名为“阿尔贝蒂娜广场”。
1945年3月12日，阿尔贝蒂娜广场周围的地区遭到炸弹炸毁，许多人在防空洞中被炸死、烧死或被消防部门沸腾的热水冲死。
1988年，Alfred Hrdlicka 创作了“反对战争与法西斯主义纪念碑”（Mahnmal gegen Krieg und Faschismus）。广场的这一部分在2009年被命名为“Helmut-Zilk-Platz”，因为是 Zilk市长力挺建造这个最初引起争议的纪念碑。

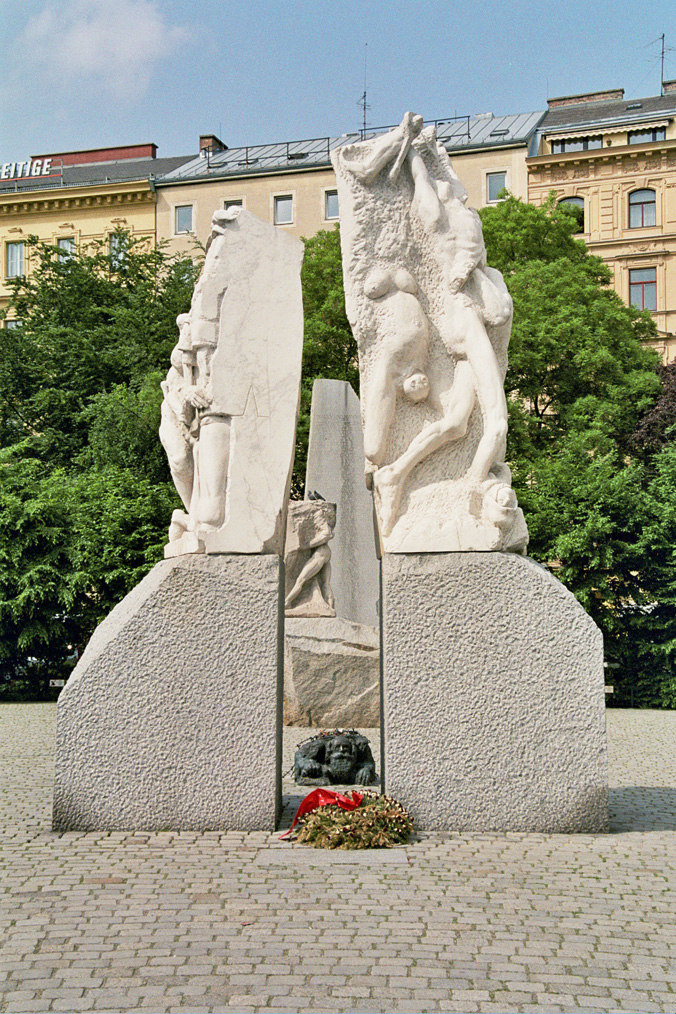
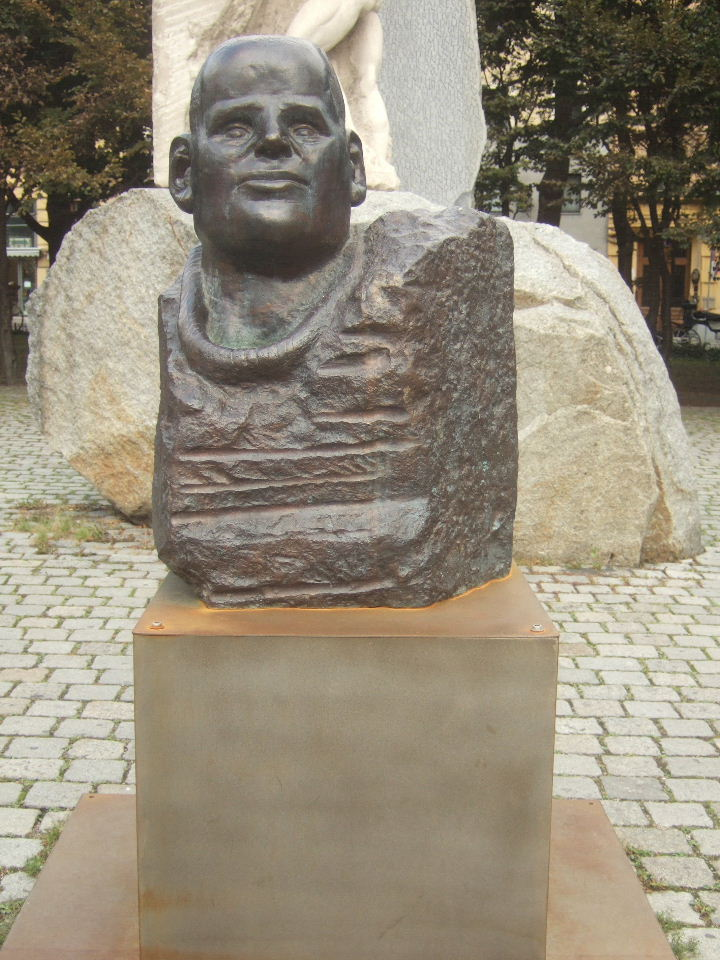
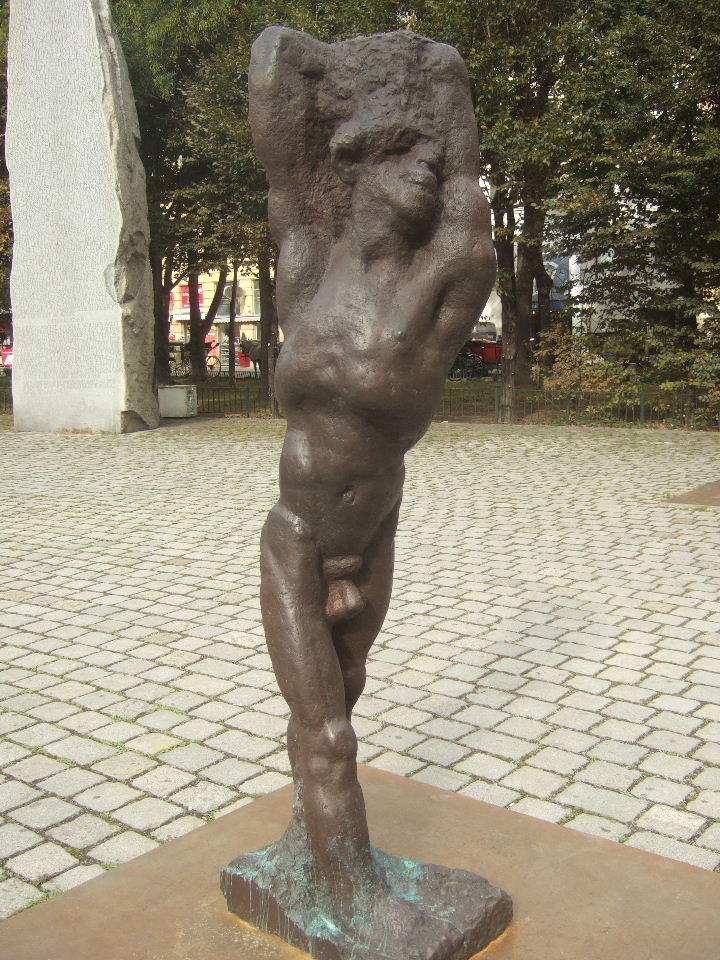
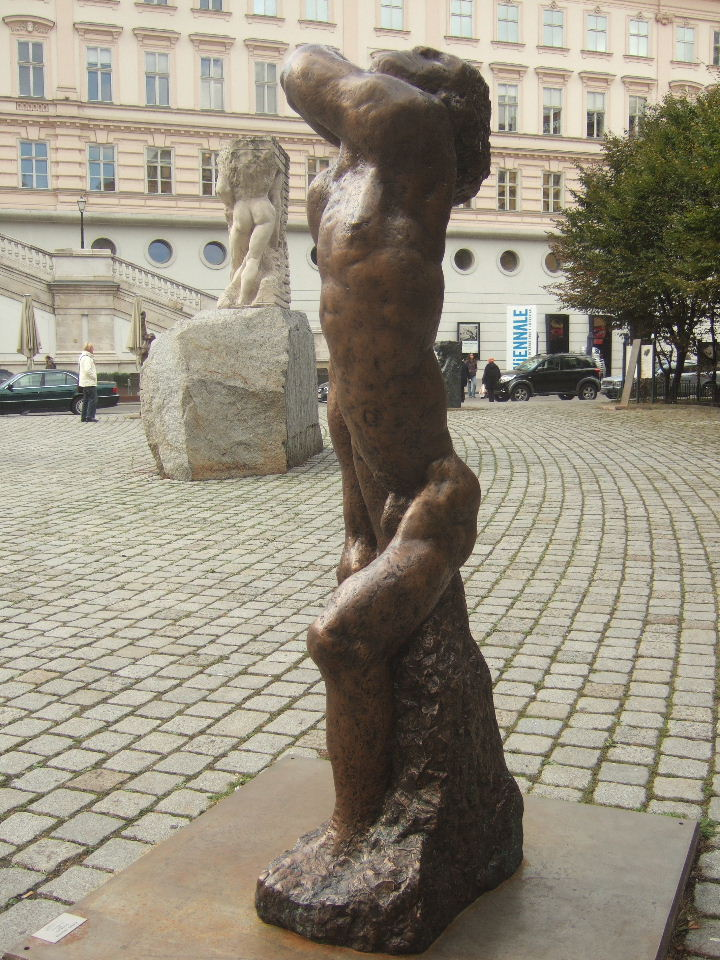
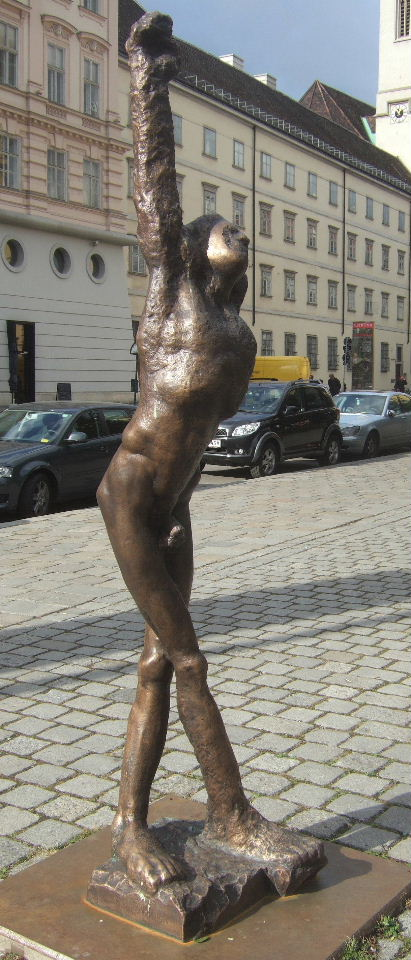
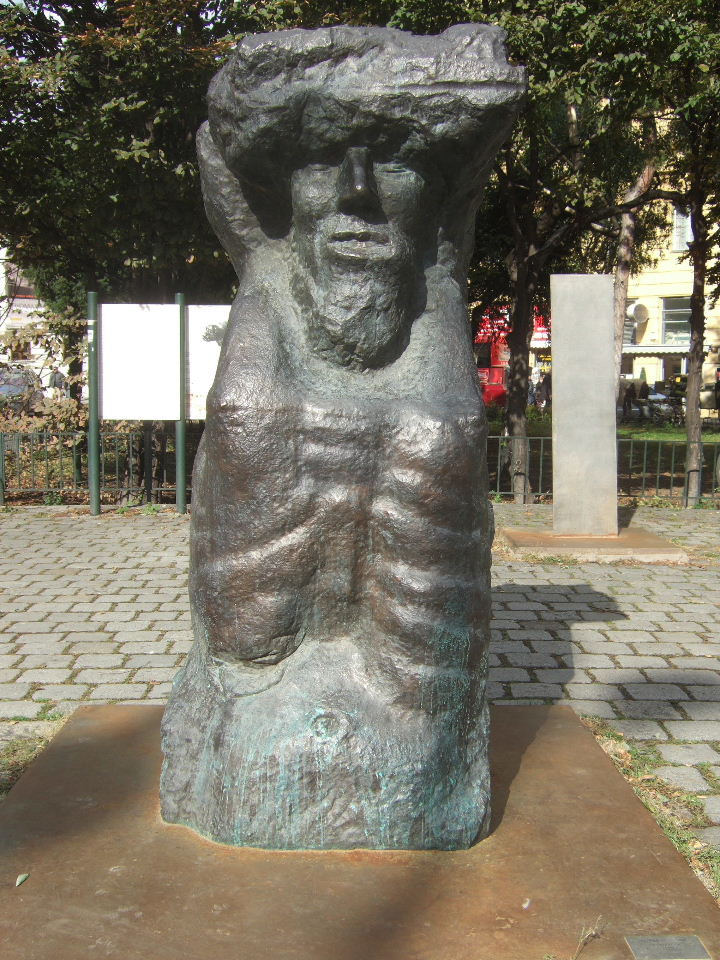

## 建筑

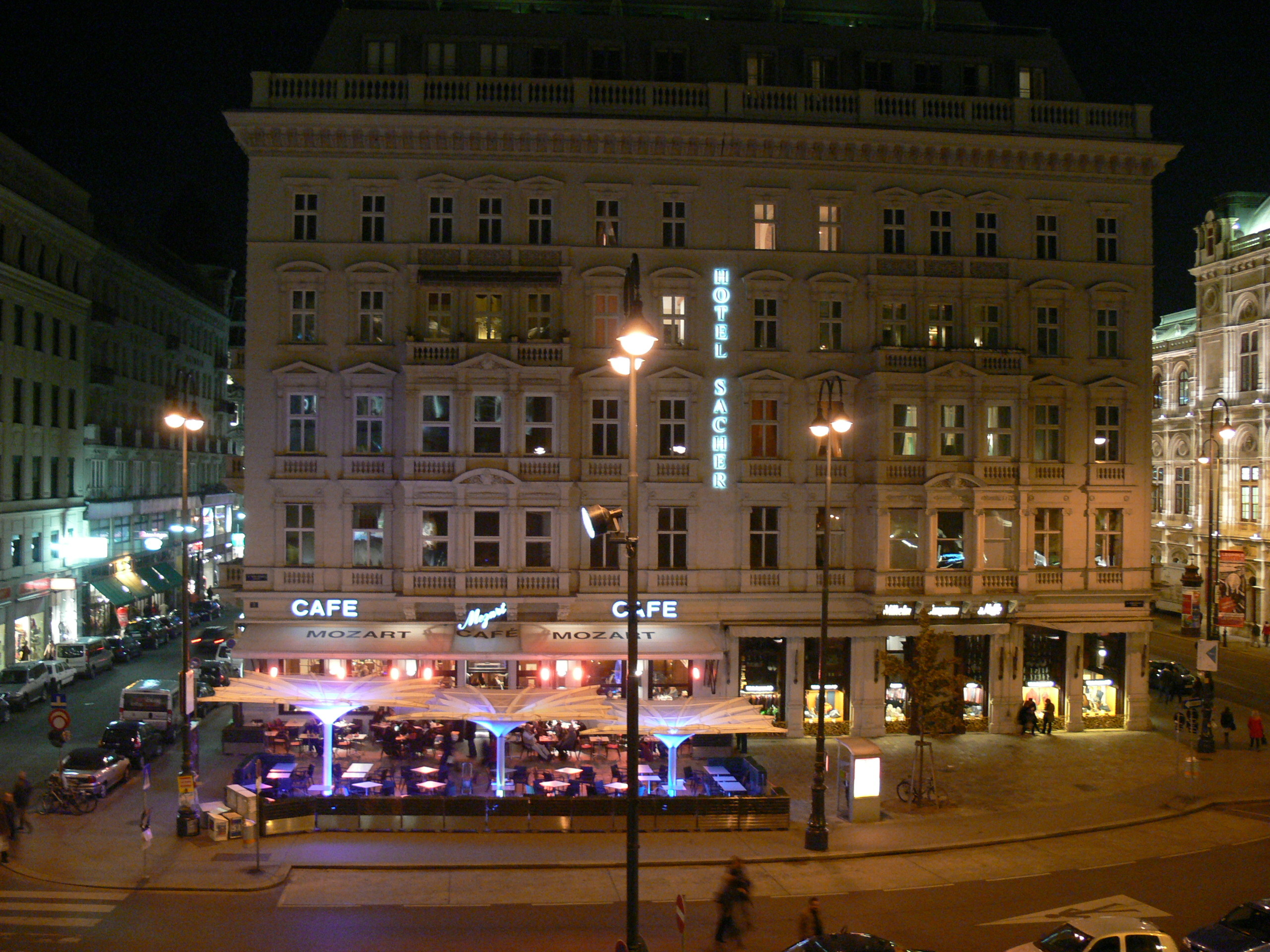
莫扎特咖啡馆

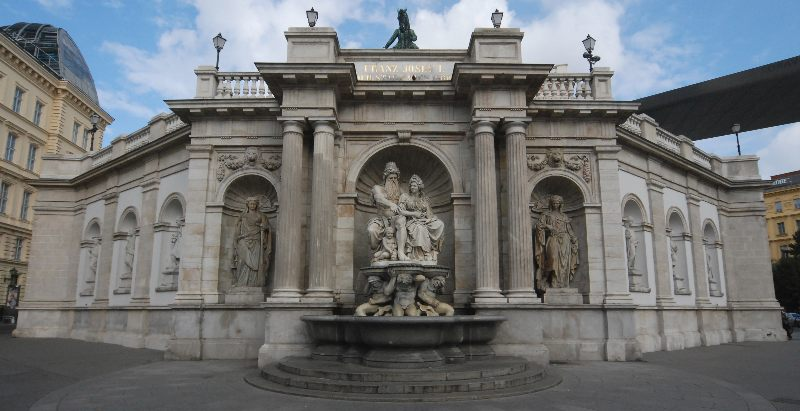
阿尔布雷希特喷泉

- 阿尔贝蒂娜博物馆（Albertina），即阿尔布雷希特宫（Palais Erzherzog Albrecht）
- 阿尔布雷希特纪念碑（骑马雕像）
- 阿尔布雷希特喷泉（Albrechtsbrunnen）：1864–1869年
- 维也纳国立歌剧院（Wiener Staatsoper）：建于1861年至68年

广场上只有两个门牌：
- 2号：Maysedergasse 5号，莫扎特咖啡馆（Café Mozart）
- 3号：Philharmonikerstraße6号